# Matéo Degrumelle
Matéo Degrumelle (Rouen, 22 agosto 2003) è un calciatore tahitiano, attaccante del Quevilly-Rouen 2 e della nazionale tahitiana.

## Carriera

### Club
Degrumelle è cresciuto nel settore giovanile dell'Amiens, dove ha giocato dal 2021 al 2023 con la seconda squadra in quinta divisione. Ha debuttato con la prima squadra il 31 gennaio 2023 nell'incontro di Ligue 2 vinto 3-1 contro il Niort.
Nell'agosto del 2023 è passato a parametro zero al Le Havre, che lo ha assegnato alla seconda squadra.

### Nazionale
Nel 2023 ha partecipato con la nazionale tahitiana ai Giochi del Pacifico, dove ha debuttato il 21 novembre nell'incontro pareggiato 0-0 contro le Figi.
Nel 2024 è stato convocato per partecipare all'all'OFC Nations Cup.

## Statistiche

### Presenze e reti nei club
Statistiche aggiornate al 26 giugno 2024.
| Stagione        | Squadra         | Campionato      | Campionato | Campionato | Coppe nazionali | Coppe nazionali | Coppe nazionali | Coppe continentali | Coppe continentali | Coppe continentali | Altre coppe | Altre coppe | Altre coppe | Totale | Totale | Totale |
| Stagione        | Squadra         | Comp            | Pres       | Reti       | Comp            | Pres            | Reti            | Comp               | Pres               | Reti               | Comp        | Pres        | Reti        | Pres   | Reti   |        |
| --------------- | --------------- | --------------- | ---------- | ---------- | --------------- | --------------- | --------------- | ------------------ | ------------------ | ------------------ | ----------- | ----------- | ----------- | ------ | ------ | ------ |
| 2021-2022       | Amiens 2        | N3              | 11         | 0          |                 | -               | -               |                    | -                  | -                  |             | -           | -           | 11     | 0      |        |
| 2022-2023       | Amiens 2        | N3              | 20         | 1          |                 | -               | -               |                    | -                  | -                  |             | -           | -           | 20     | 1      |        |
| 2022-2023       | Amiens          | L2              | 2          | 0          | CF              | 0               | 0               |                    | -                  | -                  |             | -           | -           | 2      | 0      |        |
| 2023-2024       | Le Havre        | N3              | 7          | 0          |                 | -               | -               |                    | -                  | -                  |             | -           | -           | 7      | 0      |        |
| Totale carriera | Totale carriera | Totale carriera | 40         | 1          |                 | 0               | 0               |                    | -                  | -                  |             | -           | -           | 40     | 1      |        |

### Cronologia presenze e reti in nazionale
| Cronologia completa delle presenze e delle reti in nazionale ― Tahiti | Cronologia completa delle presenze e delle reti in nazionale ― Tahiti | Cronologia completa delle presenze e delle reti in nazionale ― Tahiti | Cronologia completa delle presenze e delle reti in nazionale ― Tahiti | Cronologia completa delle presenze e delle reti in nazionale ― Tahiti | Cronologia completa delle presenze e delle reti in nazionale ― Tahiti | Cronologia completa delle presenze e delle reti in nazionale ― Tahiti | Cronologia completa delle presenze e delle reti in nazionale ― Tahiti |
| Data                                                                  | Città                                                                 | In casa                                                               | Risultato                                                             | Ospiti                                                                | Competizione                                                          | Reti                                                                  | Note                                                                  |
| --------------------------------------------------------------------- | --------------------------------------------------------------------- | --------------------------------------------------------------------- | --------------------------------------------------------------------- | --------------------------------------------------------------------- | --------------------------------------------------------------------- | --------------------------------------------------------------------- | --------------------------------------------------------------------- |
| 21-11-2023                                                            | Honiara                                                               | Figi                                                                  | 0 – 0                                                                 | Tahiti                                                                | Giochi del Pacifico 2023                                              | -                                                                     |                                                                       |
| 24-11-2023                                                            | Honiara                                                               | Isole Marianne Settentrionali                                         | 0 – 5                                                                 | Tahiti                                                                | Giochi del Pacifico 2023                                              | 1                                                                     | 82’                                                                   |
| 27-11-2023                                                            | Honiara                                                               | Tahiti                                                                | 2 – 1                                                                 | Samoa                                                                 | Giochi del Pacifico 2023                                              | -                                                                     | 37’ 80’                                                               |
| 30-11-2023                                                            | Honiara                                                               | Tahiti                                                                | 2 – 0                                                                 | Papua Nuova Guinea                                                    | Giochi del Pacifico 2023                                              | -                                                                     | 90+2’                                                                 |
| 16-6-2024                                                             | Suva                                                                  | Tahiti                                                                | 2 – 0                                                                 | Samoa                                                                 | Coppa d'Oceania 2024 - 1º turno                                       | 1                                                                     | 70’                                                                   |
| 19-6-2024                                                             | Suva                                                                  | Papua Nuova Guinea                                                    | 1 – 1                                                                 | Tahiti                                                                | Coppa d'Oceania 2024 - 1º turno                                       | 1                                                                     | 90+5’                                                                 |
| 22-6-2024                                                             | Suva                                                                  | Figi                                                                  | 1 – 0                                                                 | Tahiti                                                                | Coppa d'Oceania 2024 - 1º turno                                       | -                                                                     | 89’                                                                   |
| Totale                                                                |                                                                       | Presenze                                                              | 7                                                                     |                                                                       | Reti                                                                  | 3                                                                     |                                                                       |